# Ray Toro
Raymond «Ray» Toro (Kearny, Nueva Jersey, 15 de julio de 1977) es un músico estadounidense, principalmente conocido por ser el guitarrista  de la banda de rock My Chemical Romance, desde su formación en 2001 a la actualidad.

## Biografía

### Primeros años
Toro nació el 15 de julio de 1977 en la ciudad de Kearny, Nueva Jersey. Posee ascendencia puertorriqueña y portuguesa. Toro creció en un pequeño apartamento con sus padres y dos hermanos. Sus padres estaban preocupados por el aumento del crimen en Nueva Jersey y, en consecuencia, pasó la mayor parte de su infancia y adolescencia dentro de su hogar. Sobre su infancia, ha dicho que «definitivamente había una divertida colección de gente que pasaba el rato alrededor de mi cuadra». Asistió a la Kearny High School, y su incursión a la música proviene de su hermano mayor, con quien compartía habitación y tenía una guitarra y un amplificador. Toro comentó que «él siempre ha sido una gran influencia, es mi héroe de la música». A la edad de trece años, Toro comenzó a tocar y a tomar clases de guitarra.
Tiempo después, Toro se involucró en varias bandas locales. La más exitosa de ellas fue The Rodneys, la cual se formó en 1994 y lanzó su primer y único álbum Soccertown USA en 1998. Matt Pelissier, futuro baterista de My Chemical Romance, también tocó para la banda. Sin embargo, después de graduarse de la escuela secundaria en 1995, Toro decidió dedicarse al área de la cinematografía en lugar de la música. Se inscribió en un curso de edición en la William Paterson University en Wayne, al mismo tiempo que tocaba la batería en la banda Dead Go West.
En una entrevista con Rock Sound, Toro ha dicho que «estar en una banda nunca fue realmente un sueño para mí. Siempre quise escribir música. Disfruto grabar y el proceso de escritura, nunca pensé que estar de gira en una banda era una posibilidad».

### Carrera

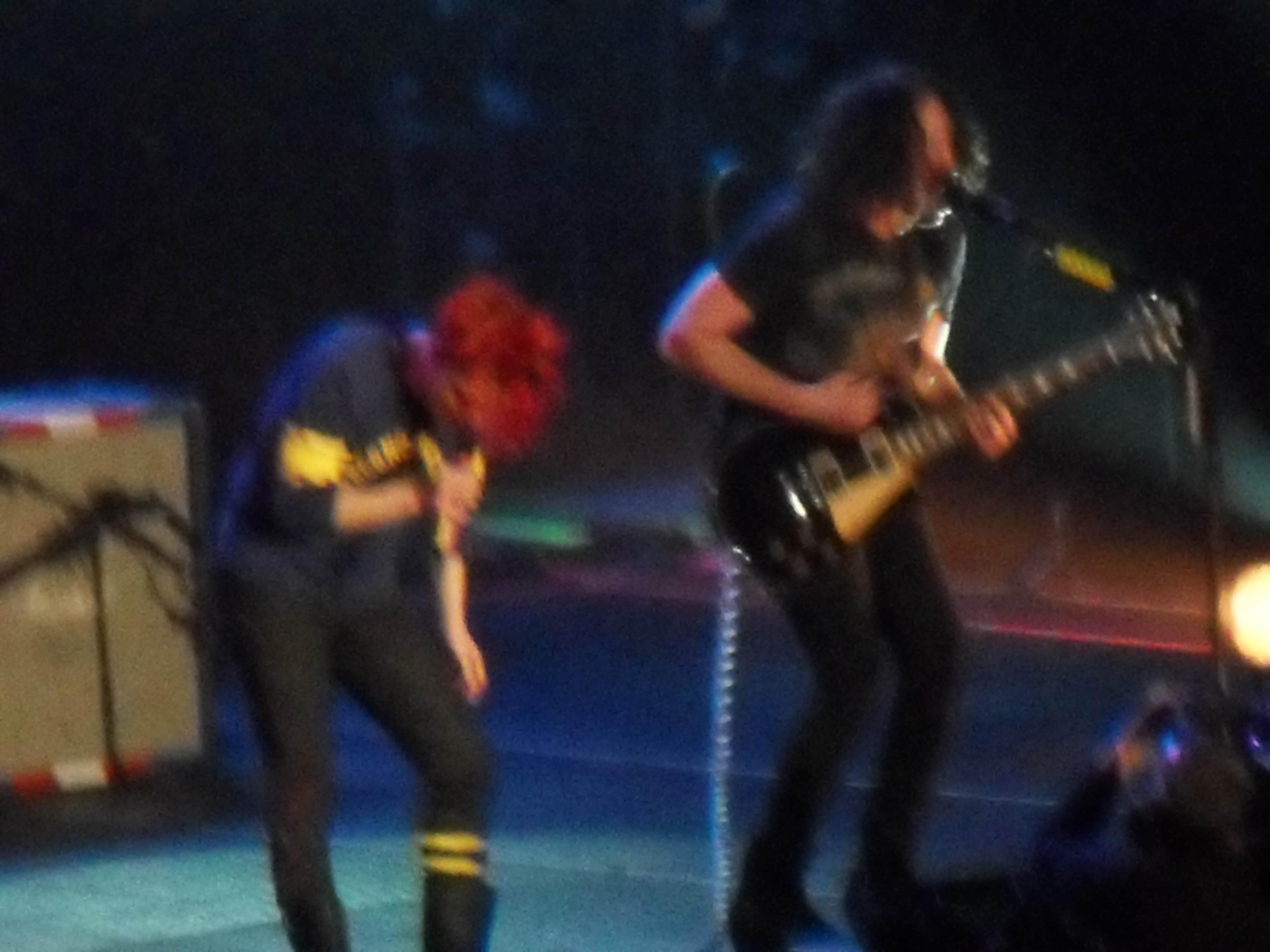
Toro (derecha) y Gerard Way en una presentación en Birmingham, 2011.

Toro conoció al vocalista Gerard Way a través de Shawn Dillon, exlíder de The Rodneys (banda en la que solía tocar Toro), y acordó trabajar con este y Matt Pelissier en las sesiones de práctica de la banda en el ático de Pelissier. Poco después se uniría a ellos el hermano menor de Way, Mikey. Toro ha citado al guitarrista de Queen, Brian May, como su principal influencia, e incluso se le han comparado en más de una ocasión. Toro ha dicho que «aprecio [las comparaciones]. Es uno de mis guitarristas favoritos. Me encanta su trabajo. Ese tipo es capaz de todo. Viene con grandes armonías, y es un gran cantante. Para mí es un honor que alguien diga que tocó como él o que las partes les recuerdan a Queen.» Después del álbum The Black Parade y su respectiva gira (2007-2008), la banda My Chemical Romance tomó un descanso; durante este tiempo Toro trabajó en su banda de covers de Weezer, y también contrajo matrimonio.
Toro estuvo detrás del proyecto de la banda #SINGItForJapan, con el objetivo de apoyar a los afectados por el terremoto y tsunami de Japón de 2011. Modificó la mayor parte de la instrumentación del sencillo SING, para crear otro con el sonido de la música tradicional japonesa. SINGItForJapan fue lanzado el 13 de abril de 2011 y todas las ganancias fueron destinadas a la Cruz Roja. My Chemical Romance lanzó cuatro álbumes de estudio, dos álbumes en vivo, seis extended plays, 19 sencillos, cuatro discos de video, 15 videos musicales, un demo y cuenta con 11 apariciones en otros álbumes. La banda estaba trabajando en un quinto álbum de estudio antes de su separación.
El 24 de mayo de 2013, Toro publicó su primera canción como solista, «Isn't that something», en su cuenta de SoundCloud. Él cantó y tocó todos los instrumentos en la canción, y la grabó y produjo el solo, como lo anunció por su cuenta de Twitter. El 1 de enero de 2015, publicó una nueva canción titulada «For the Lost and Brave», en su página web, mencionando el caso de Leelah Alcorn, una adolescente transexual que se suicidó, en la entrada del blog.
Remember The Laughter es el primer álbum de estudio en solitario de Toro. El álbum se lanzó por su cuenta el 18 de noviembre de 2016. Este es el primer álbum de Toro desde su salida del grupo alternativo de rock estadounidense My Chemical Romance.

## Estilo
El estilo de Toro al tocar la guitarra ha sido fuertemente influenciado por el heavy metal de la década de 1980, como Metallica, Slayer y Megadeth. Esto se puede oír en muchas de las partes rítmicas que él toca junto a Frank Iero. La mayoría de sus solos están basados en hard rock y blues metal de la década de 1970, pero que tienen un sonido muy pop influenciado por Johnny Marr, como lo menciona en el DVD Life on the murder scene. Él usa la mayor parte del tiempo power chords y hace que estos fluyan junto al ambiente general de la música que la banda crea. En el tercer álbum, The Black Parade, pueden oírse influencias de Brian May en su forma de tocar, más reconocibles en sus solos.

## Vida personal
Toro contrajo matrimonio con su novia Christa en noviembre de 2008, durante el período de receso entre The Black Parade y Danger days: the true lives of the Fabulous Killjoys. La pareja le dio la bienvenida a su primer hijo el 25 de septiembre de 2012.

## Discografía

### My Chemical Romance
Álbumes de estudio principales
- 2002: I brought you my bullets, you brought me your love
- 2004: Three cheers for sweet revenge
- 2006: The Black Parade
- 2010: Danger days: the true lives of the Fabulous Killjoys

Otros álbumes
- 2013: Conventional weapons

### Carrera solista
- 2016: Remember the laughter